# ووردینگتن هیل (کنتاکی)
ووردینگتن هیل (به انگلیسی: Worthington Hills) شهری در ایالت کنتاکی کشور ایالات متحده آمریکا است که جمعیت آن در سرشماری سال ۲۰۱۰ میلادی، ۱٬۴۴۶ نفر بوده‌است.